# Прапор Козельщинського району
Пра́пор Козе́льщинського райо́ну затверджений рішенням Козельщинської районної ради.
Автор прапора — Леонтій Марченко.

## Опис
Триколірне стандартне полотнище (відношення сторін 2/3) із зображенням малого герба, зміщеним до древка від центра.
Верхня смуга синього кольору символізує землю з надрами і водами, родючість землі, її велич і високу духовність людей, національні традиції краю.
Середня смуга жовтого кольору. Це — символ світла, енергії космосу, доброти і гідності, зростання добробуту народу.
Нижня смуга — малинового кольору. Це історія козацьких традицій — мужність, могутність, хоробрість, успіх, єдність, недоторканість краю.